# Mieczysław Stachura
Mieczysław Antoni Stachura (ur. 25 czerwca 1925 w Koźmicach Wielkich, zm. 20 lutego 2008) – polski polityk, poseł na Sejm PRL IV, VIII i IX kadencji z ramienia Stowarzyszenia „Pax”.

## Życiorys
Był synem Franciszka i Walerii. Ukończywszy szkołę powszechną, w 1937 przyjęto do gimnazjum męskiego im. Jana Matejki w Wieliczce, jednak z powodu wybuchu II wojny światowej nie mógł kontynuować nauki. W latach 1940–1942 kształcił się w szkole ślusarskiej w Świątnikach Górnych, następnie przymusowo pracował w zbrojowni w Krakowie. Po wojnie kontynuował naukę w gimnazjum w Wieliczce, gdzie zdał maturę w 1947, po czym przez 5 lat odbywał służbę wojskową. Ukończył studia dziennikarskie na Uniwersytecie Jagiellońskim i (w 1969) na Uniwersytecie Warszawskim. W latach 1954–1981 pracował jako dziennikarz prasy paxowskiej. Był radnym Wojewódzkiej Rady Narodowej w Krakowie. Przez okres 25 lat sprawował funkcję przewodniczącego Oddziału Wojewódzkiego PAX w Krakowie. Zasiadał w Komitecie Odbudowy Zabytków Krakowa. Od 1988 do 2005 był przewodniczącym oddziału Stowarzyszenia Narodowego Funduszu Ochrony Zdrowia w Krakowie.
W 1965 uzyskał mandat posła na Sejm PRL IV kadencji w okręgu Koźle. Zasiadał w Komisji Komunikacji i Łączności oraz w Komisji Rolnictwa i Przemysłu Spożywczego. W 1980 i 1985 ponownie uzyskiwał mandat posła. Do Sejmu VIII kadencji dostał się z okręgu Kraków Województwo, a do Sejmu IX kadencji z okręgu Kraków Nowa Huta. W Sejmie VIII kadencji zasiadał w Komisjach: Komunikacji i Łączności, Rolnictwa i Przemysłu Spożywczego, Skarg i Wniosków, Nadzwyczajnej do rozpatrzenia projektu ustawy o Spółdzielniach i ich Związkach, Rolnictwa, Gospodarki Żywnościowej i Leśnictwa oraz Nadzwyczajnej do rozpatrzenia projektu ustawy – Ordynacja Wyborcza do Sejmu PRL, a w Sejmie IX kadencji w Komisjach: Rolnictwa, Leśnictwa i Gospodarki Żywnościowej, Transportu, Żeglugi i Łączności oraz Ochrony Środowiska i Zasobów Naturalnych.
Związany z Koźmicami Małymi. Miał żonę Marię. Zmarł po ponad rocznej chorobie w lutym 2008, 25 lutego został pochowany w Gorzkowie.

## Odznaczenia
- Krzyż Komandorski Orderu Odrodzenia Polski
- Krzyż Oficerski Orderu Odrodzenia Polski (1979)
- Krzyż Kawalerski Odrodzenia Polski (1969)
- Złoty Krzyż Zasługi (1965)
- Medal za Długoletnie Pożycie Małżeńskie (2000)[1]
- Medal 30-lecia Polski Ludowej (1974)[2]
- Odznaka 1000-lecia Państwa Polskiego (1966)[3]